# 中正里 (桃園市龍潭區)
中正里是臺灣桃園市龍潭區的一個里，在龍潭市區的南側。本里劃有44個鄰，總人口6,324人。

## 教育

### 國民中學
- 桃園市立龍潭國民中學

### 國民小學
- 雙龍國民小學

## 宗教
- 耶穌基督後期聖徒教會